# Mount Perez
Mount Perez är ett berg i Antarktis. Det ligger i Östantarktis. Australien gör anspråk på området. Toppen på Mount Perez är 1 610 meter över havet, eller 344 meter över den omgivande terrängen. Bredden vid basen är 5,1 km.
Terrängen runt Mount Perez är huvudsakligen kuperad, men åt nordväst är den platt. Trakten är obefolkad. Det finns inga samhällen i närheten.